# Pentoo
O Pentoo é um Live CD com o foco na segurança da informação. Ela é baseada na distribuição Gentoo, e é caracterizada por possuir uma seleção bastante diversificada de ferramentas de segurança e testes de rede, desde escaneadores (scanners) até exploradores de vulnerabilidades (exploits).
Existem duas versões do Live CD - Pentoo e MPentoo - que se diferem basicamente pelo fato do MPentoo utilizar unionfs e o gerenciador de janelas Enlightenment.

## Características
- Banco de dados do Nessus, Metasploit e Fingerprints atualizáveis! Você pode colocá-los na RAM ou em um compartimento USB (pendrive, etc).

- Você pode salvar diversos arquivos em um pendrive-usb ou disco rígido, como por exemplo: /etc, /root, Plugins do Nessus, árvore de exploits do SecurityForest's e todos os fingerprints (este último somente no Pentoo)

- É modular: você pode personalizá-lo adicionando módulos como no Slax (somente no MPentoo).

- É rápido: como o Pentoo é baseado na distribuição Gentoo, todo o código é otimizado. Foi escolhido a otimização para a arquitetura Pentium, em vista da maior utilização desta em relação à AMD. Porém o Pentoo funciona perfeitamente em processadores AMD. Somente não será tão rápido quanto rodá-lo em um Pentium3 ou Pentium4.

## Versões disponibilizadas
- 10 de março de 2005 - Lançamento da Versão: 2005.1
- 3 de fevereiro de 2006 - Lançamento da Versão: 2006.0
- 5 de julho de 2006 - Lançamento da Versão: 2006.1

## Principais ferramentas
- Nessus - Ferramenta do tipo portscan que realizar auditorias em redes de computadores. O Nessus analisa as portas em funcionamento nos servidores, caso haja portas vulneráveis o nessus simula uma invasão na mesma. Outra característica bastante interessante é que o Nessus não detecta somente as portas padrões de cada serviço. O sistema é capaz de detectar um serviço SMTP rodando na porta 5400, por exemplo.

- Yersinia - É uma ferramenta de rede projetada para detectar possiveis vulnerabilidades em diferentes protocolos de rede de computadores. Ele finge ser uma estrutura sólida para analisar e testar a rede e sistemas. Atualmente já existem ataques implementados para alguns protocolos (Spanning Tree Protocol (STP), Cisco Discovery Protocol (CDP), Dynamic Trunking Protocol (DTP), Dynamic Host Configuration Protocol (DHCP), Hot Standby Router Protocol (HSRP), IEEE 802.1Q, IEEE 802.1X, Inter-Switch Link Protocol (ISL), VLAN Trunking Protocol (VTP).

- Metasploit  - É uma estrutura de ferramentas projetadas para criação de ferramentas de segurança e sploits. Esta estrutura é usada por profissionais de segurança da informação para testes de penetração, por administradores de sistemas para verificar se sistemas estão atualizados e imunes de ameaças, por fabricantes de softwares para realizar testes em seus produtos e por todos que necessitam de segurança na internet.

- Nmap - NMAP é uma ferramenta do tipo portscan(Scanners de Portas), opensource. Muito utilizada para auditoria em redes e exploração de vulnerabilidades de forma rápida. Sua utilização se dá em pequenos, médios e grandes redes de computadores.

- Ethereal - Ethereal é uma ferramenta do tipo sniffer, sua função é capturar pacotes  trafegados na rede. Este tipo de ferramenta é utilizado para analisar e solucionar problemas em redes de comunicações. Também é muito utilizada em entidades de ensino e no desenvimento de softwares de comunicação.

- Kismet - Kismet é um detector de rede sem fio padrão 802.11 layer2. Ele funciona como se fosse um aspirador, pois captura todo o tráfego de redes sem fio. O Kismet é compatível com todos as placas wireless que suportam o modo de monitoramento (rfmon). Sendo assim o kismet possibilita capturar todo tráfego de redes baseadas em 802.11b, 802.11a e 802.11g.

- IPTables - O iptables é um firewall de nível de pacotes. Faz o controle dos pacotes verificando as portas de origem e destino dos mesmos. Ele funciona através da comparação de regras para saber se um pacote tem ou não permissão para passar. Em firewalls mais restritivos, o pacote é bloqueado e registrado para que o administrador do sistema tenha conhecimento sobre o que está acontecendo em seu sistema.

- Wifitap - Wifitap é uma ferramenta capaz de inserir tráfego numa rede WLAN. Wifitap permite comunicação direta de uma host com um access point mesmo não sendo um host permitido pelo access point.

- Aircrack-ng - É uma ferramenta do tipo sniffer capaz de capturar pacotes oriundos de redes padrão 802.11. É capaz de capturar pacotes contendo senhas do access point. Ele utiliza instrumentos padrões de ataque do FMS que foram otimizados para descoberta mais rápida de chaves através do ataque Korek.